# 大泉駅 (甘粛省)
大泉駅（だいせんえき、中文表記: 大泉站、英文表記: Daquan Railway Station）は、中華人民共和国甘粛省酒泉市瓜州県にある中国鉄路総公司(CR)ウルムチ鉄路局が管轄する駅である。

## 利用可能な鉄道路線
- 中国鉄路総公司
  - 蘭新線：蘭州駅起点から1,104km

## 沿革
- 1958年 - 開業

## 取扱業務
- 旅客
- 貨物、手荷物輸送の取り扱いは行っていない

## 隣の駅
中国鉄路総公司
蘭新線
小泉東駅 - 大泉駅 - 照東駅